# Golf & Countryclub 't Sybrook
Golf & Countryclub 't Sybrook is een golfvereniging uit Enschede. De club heeft golfbaan Het Rijk van Sybrook als thuisbasis.
De golfbaan en -club werden opgericht in 1992. De baan is verdeeld in drie 9 holes lussen, vernoemd naar de windrichtingen waarin zij liggen ten opzichte van het clubhuis (Noord, Oost en Zuid). Hierdoor zijn verschillende combinaties te maken om 18 holes te spelen. Sinds Het Rijk Golfbanen de exploitatie van de baan heeft overgenomen, zijn greenfee spelers welkom op alle luscombinaties.

## Sybrook Classic
Acht jaar lang ontving de club het gezelschap van de EPD Tour. De EPD Tour is de voorloper van de Challenge Tour, die weer een voorloper is van de Europese Tour.
In 2007 vond de laatste editie plaats. In 2008 verhuisde het toernooi naar Golfclub Harderwold.
Winnaars
| - 2000: ?? - 2001: Christian Arenz (139) - 2002: Marcel Haremza | - 2003: Darren Leng - 2004: Peter Bronson - 2005: Nicolas Meitinger | - 2006: Robin Swane - 2007: Max Kramer |

## Trivia
- Het Rijk van Sybrook is een van de vier golfbanen van Het Rijk Golfbanen. De andere drie zijn Nunspeet, Nijmegen en Margraten